# Список об'єктів Світової спадщини ЮНЕСКО в Ботсвані
У списку об'єктів Світової спадщини ЮНЕСКО в Ботсвані налічується 2 об'єкти (станом на 2023 рік).
- 1 об'єкт культурного типу
- 1 об'єкт природного типу

Кольорами у списку позначено:
| № | Зображення | Назва                                  | Місцеположення                                        | Час створення       | Час внесення до списку | №    | Критерії   |
| - | ---------- | -------------------------------------- | ----------------------------------------------------- | ------------------- | ---------------------- | ---- | ---------- |
| 1 |            | Цоділо (англ. Tsodilo)                 | Ботсвана Північно-Західний округ Ботсвани (Нгаміленд) | 100000 років потому | 2001                   | 1021 | i, iii, vi |
| 2 |            | Дельта Окаванґо (англ. Okavango Delta) | Ботсвана                                              | —                   | 2014                   | 1432 | vii, ix, x |